# Большая Азясь
Большая Азясь — река в России, протекает по территории Ковылкинского района Мордовии. Устье реки находится в 388 км по левому берегу реки Мокши.

## География и гидрология
Длина реки составляет 20 км, площадь водосборного бассейна — 177 км².
От устья к истоку на реке расположены населённые пункты: Поникедовка, Польцо, Малый Азясь, Старая Резеповка, Большой Азясь, Сутягино.

## Притоки (км от устья)
- 4 км: река Толкуляй (левый)
- река Чичора (правый)
- река Малая Азясь (правый)

## Данные водного реестра
По данным государственного водного реестра России относится к Окскому бассейновому округу, водохозяйственный участок реки — Мокша от истока до водомерного поста города Темников, речной подбассейн реки — Мокша. Речной бассейн реки — Ока.
Код объекта в государственном водном реестре — 09010200112110000027568.